# Telaranea maorensis
Telaranea maorensis là một loài Rêu trong họ Lepidoziaceae. Loài này được Pocs mô tả khoa học đầu tiên năm 2006.